# Dale DaBone
Dale DaBone est un acteur et réalisateur de films pornographiques américain, né le 8 janvier 1972.

## Biographie
Né à Roanoke (Virginie, États-Unis), Dale DaBone a été élevé en Caroline du Nord. Il a débuté dans la pornographie en 1998 en jouant dans des productions amateur. Son apparition dans le film Carolina Girls l'a fait connaitre des producteurs de la cote ouest et il s'est installé peu après à Los Angeles (Californie) pour poursuivre une carrière professionnelle. Son premier film notable est Taboo of Tarot, en 1999.

## Récompenses
- 2003 : AVN Award Meilleur acteur - Vidéo (Best Actor - Video) pour Betrayed By Beauty
- 2004 : AVN Award Meilleure scène de sexe de groupe (Best Group Sex Scene) pour Fade To Black
- 2011 : XRCO Award Meilleur comeback (Best Cumback)[2]
- 2011 : XBIZ Award Performer Comeback of the Year[3]
- 2012 : AVN Award Meilleur acteur (Best Actor) pour Elvis XXX: A Porn Parody[4]

## Filmographie sélective
- Superman XXX: A Porn Parody (2011) (rôle de Jor-El)
- Speed (2010)
- Batman XXX: A Porn Parody (2010) (rôle de Batman)
- Betrayed By Beauty
- Fade to Black
- Iron Man XXX : An Axel Braun Parody (rôle d'Iron Man)
- The Incredible Hulk XXX : A Porn Parody (rôle de David Banner)
- Supergirl XXX (rôle de Superman)